# Вера Рубин
Вера Флоренс Купер Рубин (енгл. Vera Florence Cooper Rubin; Филаделфија, 23. јул 1928 – Принстон, 25. децембар 2016) била је амерички астроном, пионир рада на брзинама ротације галаксија. Она је открила неслагање између предвиђеног и посматраног угаоног кретања галаксија проучавајући криве галактичке ротације. Идентификовањем проблема ротације галаксије, њен рад је пружио доказе за постојање тамне материје. Ови резултати су потврђени током наредних деценија.
Започевши своју академску каријеру као једина на додипломским студијама астрономије на Васар колеџу, Рубинова је наставила на постдипломским студијама на Универзитету Корнел и Универзитету Џорџтаун, где је посматрала одступања од Хабловог закона у галаксијама и пружила доказе за постојање супергалактичких кластера. Била је награђивана током каријере за свој рад, између осталог добила је Брусову медаљу, златну медаљу Краљевског астрономског друштва и Националну медаљу за науку.
Рубинова је свој живот провела залажући се за жене у науци, а била је позната по свом менторству будућим астрономима. Она је била пионир на том пољу за многе. 2015. године почела је изградња Опсерваторија Вера К. Рубин (Велики синоптички телескоп). Њено наслеђе The New York Times је описао као „увођење промене на коперниканској скали“ у космолошкој теорији.

## Младост
Вера Купер је рођена 23. јула 1928. године у Филаделфији, у Пенсилванији. Била је млађа од две сестре. Њени родитељи су били јеврејски имигранти из источне Европе. Песах Кобчефски, који је рођен у Вилњусу, Литванија (тада део Пољске) и променио своје име у Филип Купер, постао је инжењер електротехнике и радио је у телефонској компанији Bell Telephone. Оженио се Роуз Еплбаум, која је била из Бесарабије (у данашњој Молдавији). Упознали су се на послу, где је Роуз радила док се нису венчали.
Куперови су се 1938. преселили у Вашингтон, где је 10-годишња Вера развила интересовање за астрономију док је посматрала звезде са свог прозора. „Већ тада ме је више занимало питање него одговор“, сећала се она. „Одмалена сам закључила да живимо у веома радозналом свету." Са оцем је направила груби телескоп од картона и почела да посматра и прати метеоре. Похађала је средњу школу, коју је завршила 1944.
Њена старија сестра, Рут Купер Бург, била је адвокат и касније је радила као судија за управно право у Министарству одбране Сједињених Држава.

## Образовање
Вера Рубин је била инспирисана да настави додипломско образовање на Васар колеџу, тада искључиво женској школи, а такође ју је инспирисала Марија Мичел, која је била професор на том истом колеџу 1865. Игнорисала је савет који је добила од професора науке у средњој школи да избегне научну каријеру и постане уметник. Дипломирала је Фи Бета Капа и стекла диплому из астрономије 1948, једина дипломирана из астрономије те године. Покушала је да се упише на постдипломски програм на Принстону, али јој је забрањено због пола. Принстон није прихватио жене као постдипломце астрономије још следећих 27 година.
Удала се 1948. године, а њен супруг Роберт Џошуа Рубин био је постдипломски студент на Универзитету Корнел.
Вера се потом уписала на Универзитет Корнел, и магистрирала 1951. Током постдипломских студија проучавала је кретања 109 галаксија и направила једно од првих запажања одступања од Хабловог закона (како се галаксије удаљавају једна од друге). Радила је са астрономом Мартом Карпентер на галактичкој динамици и студирала је код Филипа Морисона, Ханса Бетеа и Ричарда Фајнмана. Иако је закључак до којег је дошла – да постоји орбитално кретање галаксија око одређеног пола – био оповргнут, идеја да се галаксије крећу остала је истинита и подстакла је даља истраживања. Њено истраживање је такође пружило ране доказе о супергалактичком координатном систему. Ова информација и подаци које је открила били су изузетно контроверзни. Иако се борила да јој се дозволи да представи свој рад у Америчком астрономском друштву упркос томе што је била видљиво трудна, била је по кратком поступку одбијена и рад је заборављен.
Рубинова се спремала за докторат на Универзитету Џорџтаун, једином универзитету у Вашингтону, који је нудио дипломске студије из астрономије.
Имала је 23 године и трудна када је започела докторске студије, а Рубинови су код куће већ имали једно мало дете. Почела је да похађа часове код Френсиса Хејдена, који ју је препоручио Џорџу Гамоу са суседног Универзитета Џорџ Вашингтон, њеном евентуалном докторском саветнику. Њена дисертација, завршена 1954. године, закључила је да су галаксије груписане, уместо да су насумично распоређене кроз универзум, што је контроверзна идеја коју други нису следили две деценије. Током својих постдипломских студија, наишла је на обесхрабрујући сексизам; у једном инциденту није смела да се састане са својим саветником у његовој канцеларији, јер жене нису смеле у тај простор католичког универзитета.

## Каријера
У наредних једанаест година, Рубинова је била на разним академским позицијама. Радила је годину дана као инструктор математике и физике на Монтгомери колеџу. Од 1955. до 1965. радила је на Универзитету Џорџтаун као научни сарадник астроном, предавач (1959–1962) и коначно, доцент астрономије (1962–1965). Придружила се Карнеги институцији у Вашингтону (касније названом Карнеги институт за науку) 1965. године као члан особља у Одељењу за магнетско поље Земље. Тамо је упознала свог каснијег дугогодишњег сарадника, творца инструмената Кента Форда. Пошто је имала малу децу, велики део посла је обављала од куће.
Године 1963. Вера Рубин је започела једногодишњу сарадњу са Џефријем и Маргарет Бербиџ, током које је направила своја прва запажања ротације галаксија користећи 82-инчни телескоп Мекдоналдове опсерваторије. Током свог рада на Карнеги институту,  пријавила се за посматрање у Опсерваторију Паломар 1965. године, упркос чињеници да зграда није имала просторије за жене. Направила је сопствени женски тоалет. Постала је прва жена астроном која је тамо посматрала.
У Институту Карнеги, Рубинова је са Фордом започела рад везан за њену контроверзну тезу у вези са кластерима галаксија, правећи стотине опсервација користећи Фордов спектрограф са сликовном цеви. Овај појачивач слике је омогућио решавање спектра астрономских објеката који су раније били превише тамни за спектралну анализу. Рубин-Фордов ефекат, очигледна анизотропија у ширењу Универзума на скали од 100 милиона светлосних година, откривен је кроз проучавање спиралних галаксија, посебно галаксије Андромеда, изабране због свог сјаја и близине Земљи. Идеја о необичном кретању на овој скали у универзуму била је веома контроверзна тврдња, која је први пут објављена у часописима 1976. То су одбацили водећи астрономи, али се на крају показало да је валидно. Ефекат је сада познат као стримовање великих размера. Пар је такође накратко проучавао квазаре, који су откривени 1963. и били су популарна тема истраживања.
У жељи да избегне контроверзне области астрономије, укључујући квазаре и галактичко кретање, Рубинова је почела да проучава ротацију и спољне домете галаксија, интересовање које је изазвала њена сарадња са Бербиџовима. Истраживала је криве ротације спиралних галаксија, поново почевши од Андромеде, посматрајући њихов најудаљенији материјал. Она је посматрала криве ротације у равни: најудаљеније компоненте галаксије су се кретале једнако брзо као и оне близу центра. Ово је био рани показатељ да су спиралне галаксије окружене ореолима тамне материје. Она је даље открила неслагање између предвиђеног угаоног кретања галаксија на основу видљиве светлости и посматраног кретања. Њено истраживање је показало да се спиралне галаксије ротирају довољно брзо да би требало да се раздвоје, ако је гравитација њихових саставних звезда била све што их држи заједно; пошто остају нетакнуте, велика количина невидљиве масе мора да их држи заједно, загонетка која је постала позната као проблем ротације галаксије.
Верини прорачуни су показали да галаксије морају да садрже најмање пет до десет пута више тамне материје од обичне материје. Њени резултати су потврђени током наредних деценија и постали су први убедљиви резултати који подржавају теорију тамне материје, коју је првобитно предложио Фриц Цвики 1930-их. Ове податке су потврдили радио астрономи, откриће космичког позадинског зрачења и слике гравитационог сочива. Њено истраживање је такође подстакло теорију не-Њутнове гравитације на галактичким нивоима, али ова теорија није била широко прихваћена од стране астрофизичара.
Друга област интересовања за Рубинову био је феномен контраротације у галаксијама. Њено откриће да се неки гас и звезде крећу у супротном смеру од ротације остатка галаксије оспорило је преовлађујућу теорију да се сав материјал у галаксији креће у истом смеру и пружило је прве доказе за спајање галаксија и процес којим су се у почетку формирале галаксије.
Перспектива вере Рубин о историји рада на кретању галаксија представљена је у прегледу, „Сто година ротирајућих галаксија“, за Публикације Астрономског друштва Пацифика 2000. године. Ово је била адаптација предавања које је одржала 1996. након што је примила златну медаљу Краљевског астрономског друштва, друге жене која је тако одликована, 168 година након што је Каролина Хершел примила медаљу 1828. Године 2002. часопис Discover препознао је Рубинову као једну од 50 најважнијих жена у науци. Наставила је своје истраживање и менторство до своје смрти 2016.

## Наслеђе
Када је Рубинова изабрана у Националну академију наука, постала је друга жена астроном у њеним редовима, после своје колегинице Маргарет Бербиџ. Рубинова никада није добила Нобелову награду, иако су физичари попут Лизе Рендал и Емили Левеске тврдили да је то био превид. Сандра Фабер и Нета Бахкал описали су је као једног од астронома који су отворили пут другим женама на терену, као "светло водиља" за оне које желе да имају породице и каријере у астрономији. Ребека Опенхајмер је такође подсетила да је Верино менторство важно за њену рану каријеру.
Вера Рубин је умрла у ноћи 25. децембра 2016. од компликација повезаних са деменцијом. Председник Карнегијевог института, где је обављала највећи део свог рада и истраживања, назвао ју је „националним благом“.
Карнеги институт је створио фонд за постдокторско истраживање у њену част, а Одељење за динамичку астрономију Америчког астрономског друштва је у њену част именовало награду Вера Рубин .
Рубинова је представљена у анимираном сегменту 13. и последње епизоде Космоса: Одисеја у свемиру. Подручје на Марсу, Вера Рубин Риџ, названо је по њој, а астероид 5726 Рубин је добио име у њену част.
Дана 6. новембра 2020. године, сателит назван по њој ( ÑuSat 18 или „Вера“, COSPAR 2020-079K) је лансиран у свемир.
Рубинова ће бити почаствована у америчком тромесечју 2025. године као део последње године програма American Women quarters (новчић од четврт долара).

### Вера К. Рубин опсерваторија
Дана 20. децембра 2019. године, Велики синоптички телескоп је преименован у Опсерваторија Вера К. Рубин у знак признања за њен допринос проучавању тамне материје и њено отворено залагање за једнак третман и заступљеност жена у науци. Опсерваторија ће бити на планини у Серо Пахону у Чилеу и фокусираће се на проучавање тамне материје и тамне енергије.

### У медијима
Маглина Верубин која се појављује у трећој сезони Звездане стазе: Откриће је названа по Рубиновој.
Ствари између звезда: Како је Вера Рубин открила већину универзума је књига за децу Сандре Никел и Ејми Сикуро.

### Награде и почасти
- Члан Националне академије наука (изабрана 1981)[10][22][49]
- Члан Папске академије наука[22][50]
- Члан Америчког филозофског друштва[51]
- Златна медаља Краљевског астрономског друштва (1996)[6][19][52]
- Вајцманова награда за жене и науку (1996)[53]
- Груберова међународна награда за космологију (2002)[54][55]
- Златна медаља Катерина Волф Брус Астрономског друштва Пацифика (2003)[56]
- Џејмс Крејг Вотсон медаља Националне академије наука (2004)[33][57]
- Меморијална награда Рихтмајер[58]
- Диксонова награда за науку[59]
- Национална медаља за науку (1993)[22][60]
- Награда планетаријума Адлер за животно дело[61]
- Звање предавача Јански пред Националном радиоастрономском опсерваторијом[62]
- Звање предавача Хенрија Нориса Расела, Америчко астрономско друштво (1994)[63]
- Почасни докторати Универзитета Харвард,[22] Универзитета Јејл,[22] Колеџа Смит,[22] Гринел колеџа,[22] и Универзитета Принстон (2005).[64]

## Лични живот
Вера Рубин је била удата за Роберта Џошуу Рубина од 1948. до његове смрти 2008. Добила је децу док је била на постдипломским студијама на Корнелу, а наставила је да ради на свом истраживању док је одгајала своју малу децу. Све четворо њихове деце су докторирали из природних или математичких наука: Дејвид (рођен 1950), геолог је у Геолошком заводу САД; Џудит Јанг (1952–2014), била је астроном на Универзитету у Масачусетсу; Карл (рођен 1956), математичар је на Универзитету Калифорније у Ирвину ; и Алан (рођен 1960.), геолог је на Универзитету Принстон. Њена деца су се касније у животу присећала да је њихова мајка учинила да живот науке изгледа пожељан и забаван, што их је инспирисало да и сами постану научници.
Мотивисана сопственом борбом да стекне кредибилитет као жена на пољу којим су доминирали мушки астрономи, Вера Рубин је охрабривала девојке заинтересоване за истраживање универзума да остваре своје снове. Током свог живота, суочавала се са обесхрабрујућим коментарима о избору студија, али је истрајала, јер су је подржавали породица и колеге. Осим што је подстицала жене у астрономији, Рубинова се борила за веће признање жена у науци и научну писменост.
Она се, заједно са Бербиџовом, залагала за то да више жена буде изабрано у Националну академију наука. Она је рекла да је упркос својим борбама са академијом и даље била незадовољна малим бројем жена које су биране сваке године, и даље је рекла да је то „најтужнији део њеног живота“.
Рубин је била Јеврејка и рекла је да не види никакав сукоб између науке и религије. У једном интервјуу, рекла је: „У мом животу, моја наука и моја религија су одвојене. Ја сам Јеврејка, па је религија за мене нека врста моралног кодекса и нека врста историје. Покушавам да се бавим науком на моралан начин, и верујем да би у идеалном случају на науку требало гледати као на нешто што нам помаже да разумемо нашу улогу у универзуму."

## Публикације

### Књиге
- Rubin, Vera (1997). Bright Galaxies, Dark Matters. Masters of Modern Physics. Woodbury, New York City: Springer Verlag/AIP Press. ISBN 978-1563962318.[19]
- Alan Lightman, Roberta Brawer (1992). Origins: The Lives and Worlds of Modern Cosmologists. Harvard University Press. ISBN 9780674644717.

### Чланци
Следи мали избор чланака које су одабрали научници и историчари пројекта Прилози жена 20. века физици, као репрезентативни за њене најважније списе; Рубинова је објавила преко 150 научних радова.
- Rubin, Vera; Ford, W. Kent Jr. (1970). „Rotation of the Andromeda Nebula from a Spectroscopic Survey of Emission Regions”. The Astrophysical Journal. 159: 379ff. Bibcode:1970ApJ...159..379R. doi:10.1086/150317.
- Rubin, Vera; Roberts, M. S.; Graham, J. A.; Ford Jr., W. K.; Thonnard, N. (1976). „Motion of the Galaxy and the Local Group Determined from the Velocity Anisotropy of Distant Sc I Galaxies. I. The Data”. The Astronomical Journal. 81: 687. Bibcode:1976AJ.....81..687R. doi:10.1086/111942 .
- Rubin, Vera; Roberts, M. S.; Graham, J. A.; Ford Jr., W. K.; Thonnard, N. (1976). „Motion of the Galaxy and the Local Group Determined from the Velocity Anisotropy of Distant Sc I Galaxies. II. The Analysis for the Motion”. The Astronomical Journal. 81: 719ff. Bibcode:1976AJ.....81..719R. doi:10.1086/111943.
- Rubin, Vera; Thonnard, N.; Ford, Jr., W. K. (1980). „Rotational Properties of 21 SC Galaxies With a Large Range of Luminosities and Radii, From NGC 4605 (R=4kpc) to UGC 2885 (R=122kpc)”. The Astrophysical Journal. 238: 471ff. Bibcode:1980ApJ...238..471R. doi:10.1086/158003.
- Rubin, Vera; Burstein, D.; Ford, Jr., W. K.; Thonnard, N. (1985). „Rotation Velocities of 16 SA Galaxies and a Comparison of Sa, Sb, and SC Rotation Properties”. The Astrophysical Journal. 289: 81ff. Bibcode:1985ApJ...289...81R. doi:10.1086/162866.
- Rubin, Vera; Graham, J. A.; Kenney, J.D. P. (1992). „Cospatial Counterrotating Stellar Disks in the Virgo E7/S0 Galaxy NGC 4550”. The Astrophysical Journal. 394: L9—L12. Bibcode:1992ApJ...394L...9R. doi:10.1086/186460 .
- Rubin, Vera (1995). „A Century of Galaxy Spectroscopy”. The Astrophysical Journal. 451: 419ff. Bibcode:1995ApJ...451..419R. doi:10.1086/176230. The abstract of this is also generally available.